# Vaccinium vitis-idaea
Espèce
Statut de conservation UICN

 LC  : Préoccupation mineure
Classification phylogénétique
Vaccinium vitis-idaea est une espèce de plantes à fleurs du genre Vaccinium et de la famille des Ericaceae.
C'est notamment l'espèce de l'airelle rouge.

## Sous-espèces
On distingue au moins deux sous-espèces au sein de cette espèce :
- Vaccinium vitis-idaea subsp. minus (Lodd. et al.) Hultén - le Petite Airelle
- Vaccinium vitis-idaea subsp. vitis-idaea : l'Airelle rouge

En Europe, seule la sous-espèce vitis-idaea est présente. Cet arbrisseau atteint une hauteur de 10 à 30 cm de haut. Les feuilles persistantes, longues de 1 à 3 cm, sont vert luisant foncé sur la face supérieure et pourvues de petite glandes brunes à la face inférieure. L'airelle se rencontre en sols acides telles que les landes.
Les fleurs, regroupées en racème, présentent des corolles blanches campanulées de 5 à 7 mm de long, et attirent préférentiellement des abeilles (Apis mellifera) ainsi que d'autres Apidés (Bombus pascuorum) et des Syrphidés (Diptères). La floraison a lieu de la mi-mai à fin juin suivant les régions,.
Les baies, de couleur rouge, ont un diamètre de 4 à 10 mm et présentent une chair acidulée.

## Description
Vaccinium Vitis-Idaea est un sous-arbrisseau ou un arbuste à port buissonnant, rampant et tapissant. Les tiges sont arrondies et rigides.

### Feuilles
Les feuilles sont coriaces, ovales et persistantes.

### Fleurs
Les fleurs roses en forme de cloche se présentent en petites grappes terminales et sont suivies de baies rouges comestibles.

## Utilisations
Les fruits sont utilisés comme des canneberges.